# Eufranio Eriguel
Eufranio Eriguel (12 juni 1959 - Agoo, 12 mei 2018) was een Filipijns politicus. Eriguel was van 2010 tot 2016 lid van het Filipijns Huis van Afgevaardigden. Daarvoor was hij negen jaar burgemeester van Agoo, een gemeente in de Filipijnse provincie La Union. Eriguel werd in 2018 doodgeschoten tijdens een aanslag.

## Biografie
Eufranio Eriguel werd geboren op 12 juni 1959. Hij voltooide in 1983 zijn studie medicijnen aan de University of Santo Tomas. In 1998 werd Eriguel gekozen tot burgemeester van Agoo. Hij werd daarna tweemaal herkozen en behield de post zo de wettelijk bepaalde maximale 9 jaar. Bij de verkiezingen van 2010 werd Eriguel namens het 2e kiesdistrict van La Union gekozen in het Filipijns Huis van Afgevaardigden. Bij de verkiezingen van 2013 werd hij herkozen.
In april 2016 overleefde Eriguel een bomaanslag op zijn auto. Diverse inzittenden van de SUV raakten bij de aanslag gewond. Later dat jaar raakte hij in opspraak toen hij werd opgenomen in een lijst van politici die zich volgens president Rodrigo Duterte bezighielden met drugshandel. In 2017 werd hij echter van de lijst afgehaald, met als reden dat politieke tegenstanders voor de opname op de lijst hadden gezorgd.
Eriguel werd op 12 mei 2018 doodgeschoten tijdens zijn toespraak gedurende een campagnebijeenkomst voor een lokale verkiezing in barangay Capas in Agoo. Naast Eriquel werden ook zijn twee bodyguards doodgeschoten tijdens de aanslag. Eriqguel was getrouwd met Sandra Eriguel. Zij was op het moment van de aanslag afgevaardigde van het 2e kiesdistrict van La Union. 